# Tímea Paksy
Tímea Paksy (22 janvier 1983, Budapest) est une céiste hongroise, spécialiste de la course en ligne.
Elle a été neuf fois médaillée d'or aux championnats du monde de course en ligne de canoë-kayak, entre 2002 et 2007.